# 洪锦炘
洪锦炘（1940年8月16日—），男，汉族，浙江乐清人，中华人民共和国政治人物，曾任中共无锡市委书记，无锡市人民政府市长，江苏省人大常委会副主任，中共十五大代表，第八届全国人大代表。